# Cserkésznyakkendő
A cserkésznyakkendő egy cserkészek által nyakkendőként viselt ruhadarab. Az alapformája egy egyenlő szárú, derékszögű háromszög, vagy háromszöggé hajtott négyzet. 

## Eredete
Eredetileg az izzadság felfogására alkalmas ruhadarab, ami az ing gallérját védi meg viselője izzadságától. E mellett nedvesen hűti a tarkót. Mint sokcélúan (pl. kar felkötése, fejkendő stb) alkalmazható praktikus ruhadarab, a kezdetektől fogva a cserkész egyenruha része. Minden cserkészszövetségben használatos, mivel az alapító Lord Robert Baden-Powell of Gilwell alkotta egyenruha része. 

## Színe
A cserkésznyakkendő színe országonként, korcsoportonként és egyéb szempontok szerint is változhat.
A magyar cserkészek nyakkendője a cserkészkorosztály (5-8. évfolyamosok) elterjedtsége okán zöld. A kiscserkészeké (1-4. évfolyamosok) csapatonként változó (sok a kék és a sárga, egyediek a mintásak), a cserkészeké (5-8. évfolyamosok) almazöld, a kószáké (9-12. évfolyamosok) égszínkék, a vándoroké (19-22 évesek) galambszürke, a mestereké (23+ évesek) gesztenyebarna. A tiszti fogadalmasok nyakkendője arany szegélyű, a cserkésztiszteké pedig lazac (rózsaszín) színű, amit a wood badge képzésen kapnak. A vezetők általában a vezetett korosztálynak megfelelő színű nyakkendőt hordanak.
A vezetőképző táborokban a kiképzők sárga, a biztonsági altábor (BALTA) tagjai fekete, a GH (gazdasági hivatal) felesbe fekete-sárga nyakkendőt hordanak (ezeket a színeket máshol nem is használják). A Wood Badge képzést végzettek a MacLaren egységnézettel díszített Gilwell nyakkendőt viselik. A wood badge képzés magyarországi indulásakor MacLaren mintás nyakkendőt hordtak.

## Viselése
A cserkésznyakkendőt a háromszög átfogója felől felcsavarva viselik, úgy, hogy a derékszögű rész vége a nyakban hátulra kerülve kilóg, míg a két szára előre kerül. A két szárát nyakkendőgyűrű, egyes esetekben barátságcsomó fogja össze.
Bár egyik eredeti célja az ing gallérjának védelme volt a gyors elkoszolódástól, a magyarok a hagyományok szerint gallér alatt hordják elsősorban cserkészingen. Más országokban a pólón való viselése is gyakori.